# أمرينون
أمرينون Amrinoneهو pyridine phosphodiesterase 3 inhibitor .وهو من الادوية التي تستخدم في تحسين التشخيص عند المرضى الذين يعانون من قصور القلب الاحتقاني . وقد تبين أن الأميرينون يزيد من التقلصات البدئية في القلب وذلك عن طريق قبط الكالسيوم بسبب تحرر الكالسيوم CICR. التقلص العضلي الإيجابي للأميرينون يتوسط بزيادة القبط الانتقائي من CICR الذي يسهم في تقلص العضلة القلبية عن طريق الفسفرة بواسطة CAMPالمعتمد على البروتين كيناز A والكالسيوم Ca+2 كالمودلين .

## الاستخدام
يستخدم في علاج قصور القلب الاحتقاني وقد تم دراسة استخدامه قبل عملية تبديل الشريان التاجي .

## آلية العمل
يزيد قلوصية القلب، ويعمل كموسع وعائي . يعمل بواسطة تحطيم cAMP و cGMP من خلال انزيم الفوسفو دي استراز(PDE3) . هناك جدل منذ فترة طويلة بشأن ما إذا كان الدواء يزيد في الواقع قلوصية القلب في عضلة القلب المصابة «المريضة» وبالتالي ما إذا كان له تأثير سريري . وقد تم استعراض هذه القضية على نطاق واسع من قبل الدكتور Peter Wilmshurst أحد اوائل اطباء القلب والباحثين عن اجابة على فعالية الدواء.

## الحرائك الدوائية
- توزع الدواء : 10-22% مرتبط ببروتينات البلازما، نصف العمر عن طريق الإعطاء الوريدي 4-6 ساعات .
- الاستقلاب : يستقلب جزئيا في الكبد .
- الإطراح : 40% منه يطرح غير متبدل .

## الاستطبابات
يستخدم في العلاج قصير المدى لـ CHF الحاد ( ولا يستخدم في العلاج طويل الأمد بسبب ارتفاع معدلات الوفيات، وربما يرجع ذلك إلى قصور القلب ) .

## مضادات الاستطباب
المرضى الذين يعانون تضيق الأبهر أو اعتلال عضلة القلب الضخامي أو له تاريخ فرط حساسية من هذا الدواء .

## الاحتياطات
قد يزيد نقص تروية عضلة القلب . يجب مراقبة ضغط الدم، النبض وتخطيط القلب عند استعمال الدواء باستمرار .الأميرينون يجب فقط أن يمدد مع محلول ملحي عادي ويجب عدم استخدام محلول الدكستروز . كما يجب عدم اعطاء الفورسميد عن طريق الوريد في نفس مكان اعطاء الاميرينون .

## الآثار الجانبية
- نقص الصفيحات الدموية هو العرض الجانبي الأبرز ويعتبر من التأثيرات الجانبية المتعلقة بالجرعة وهو مؤقت .
- الغثيان، الاسهال، تسمم الكبد، عدم انتظام ضربات القلب، الحمى هي تأثيرات جانبية أخرى .

## طرق الإعطاء
يعطى وريديا والحقن والتسريب كماهو موضح .

## الجرعة
جرعة الأطفال :
لم يثبت أمان استعماله بالنسبة للأطفال .

## للحامل
تصنيفه بالنسبة للحوامل :
يعتبر من الأدوية من الفئة C ولذلك لايستعمل الا في الحالات التي تكون الفائدة من استعماله أكبر من المخاطر.

## التخزين
يحفظ في درجة حرارة 15 -30 درجة مئوية .

## المصدر
- موسوعة العلوم العربية